# Periódico Acceso
Periódico acceso es un medio de comunicación digital fundado el 2 de febrero de 2011 por Sergio Saúl Soto Azúa surgido en la ciudad de Saltillo del Estado de Coahuila de Zaragoza con alcance nacional enfocado totalmente a la política y noticias de interés general.

### Misión
La misión del periódico es informar en el medio digital sobre lo acontecido en las últimas veinticuatro horas en la ciudad, en el país y en el mundo, de manera clara, objetiva, honesta, imparcial y veraz; orientar y ofrecer elementos de reflexión sobre los asuntos de orden público desde los espacios editoriales y de análisis; en un producto útil, convenientemente presentado, y que llegue a todos los sectores del país en el momento oportuno.

### Visión
Ser una organización sólida y cohesiva, identificada con los más caros intereses nacionales, enfocada a la política y líder en contenidos periodísticos, para ser el mayor y mejor periódico digital.